# Delia schistophalla
Delia schistophalla är en tvåvingeart som beskrevs av Griffiths 1991. Delia schistophalla ingår i släktet Delia och familjen blomsterflugor.
Artens utbredningsområde är Alberta. Inga underarter finns listade i Catalogue of Life.